# 경남지방중소벤처기업청
경남지방중소벤처기업청(慶南地方中小벤처企業廳)은 경상남도 중소기업 정책의 기획·종합, 중소기업의 보호·육성, 창업·벤처기업의 지원, 대·중소기업 간 협력 및 소상공인에 대한 보호·지원에 관한 사무를 관장하는 대한민국 중소벤처기업부의 소속기관이다. 2017년 7월 26일 발족하였으며, 경상남도 창원시 성산구 창이대로532번길 50에 위치하고 있다. 청장은 서기관·기술서기관 또는 공업연구관으로 보한다.

## 연혁
- 1996년 2월 9일: 중소기업청 소속으로 경남지방중소기업사무소 설치.[2]
- 1998년 2월 28일: 경남지방중소기업청으로 개편.[3]
- 2017년 7월 26일: 중소벤처기업부 소속 경남지방중소벤처기업청으로 개편.[4]
- 2021년 7월 1일: 경남지방중소벤처기업청 주소가 의창구에서 성산구로 변경

## 조직

### 청장
- 창업성장지원과[5]
- 제품성능기술과[5]